# Ossinissa justoi
Ossinissa justoi es una especie de arácnido de la familia Pholcidae.

## Distribución geográfica
Es endémica de El Hierro, en las islas Canarias (España).